# Каппа Журавля
Каппа Журавля (лат. Kappa Gruis, κ Gruis) — одиночная звезда в южном созвездии Журавля. При видимой звёздной величине 5,37 объект виден невооружённым глазом как слабая оранжевая точка. Расстояние от Солнца до объекта, полученное путем измерения годичного параллакса 8,87 мсд, составляет около 368 световых лет. Звезда удаляется от нас с гелиоцентрической лучевой скоростью +18 км/с. Является представителем движущейся группы Арктура.
Является звездой на поздней стадии эволюции, принадлежит спектральному классу K5 III, находится на стадии асимптотической ветви гигантов. Содержание водорода в ядре практически исчерпано, внешние оболочки звезды расширились до 29,6 радиусов Солнца. Светимость составляет 200 светимостей Солнца, эффективная температура фотосферы составляет 3990 K.